# 2021年の大韓民国
2021年の大韓民国 （2021ねんのだいかんみんこく）では、2021年（檀紀4354年）の大韓民国に関する出来事について記述する。

## 国家元首等
- 大統領
  - 第19代: 文在寅 （2017年5月10日 - 2022年5月9日）
- 国務総理
  - 第46代: 丁世均 （2020年1月14日 - 2021年4月16日）
  - 代行: 洪楠基 （2021年4月17日 - 2021年5月13日）
  - 第47代: 金富謙 （2021年5月14日 - 2022年5月11日）

## できごと

### 通年
- 韓国における2019年コロナウイルス感染症の流行状況

### 1月
- 1月1日
  - 憲法違反決定の法改正時限により堕胎罪(韓国刑法269条)が失効[1]。
  - KBO・キウム・ヒーローズに所属していた金河成（キム・ハソン）がポスティングシステムを利用した交渉の末、MLB・サンディエゴ・パドレスと4年2800万ドルの契約で入団[2]
- 1月4日
  - イラン革命防衛隊がペルシャ湾で韓国船籍の石油タンカーを拿捕[3]。
  - 政府・行政安全部の発表で2020年の死者数が出生数より3万人余り多く、韓国において初めての減少となった[4]。
- 1月8日 - ソウル中央地裁は慰安婦賠償訴訟で日本政府に慰謝料支払いを命じる判決を出した[5]。
- 1月8日 - 韓国国会で労災死への懲罰を規定する重大災害企業処罰法（重大災害法）が可決[6]。
- 1月14日 - 朴槿恵元大統領の汚職事件で、懲役20年の判決が確定[7]。
- 1月18日 - サムスン電子副会長の李在鎔に贈賄と横領の罪で2年6月の実刑判決[8]。

### 2月
- 2月15日 - バレーボール大韓民国女子代表のイ・ジェヨンとイ・ダヨンが中学生時代のいじめをインターネット上の書き込みで告発されたことが判明し、代表から無期限追放処分および所属チームの興国生命ピンクスパイダーズからの無期限出場停止処分を科された[9]。
- 2月25日 - 2001年のKBOドラフトでロッテ・ジャイアンツから1位指名されて入団を拒否した後、MLBで16シーズンに出場した秋信守（チュ・シンス）がKBO・新世界グループ（SKワイバーンズを買収し、当時は球団名が未定だったSSGランダース）とKBO史上最高額の1年27億ウォン（当時約240万ドル）で契約[10]。
- 2月27日 - カカオトーク創業者の金範洙（英語版）（キム・ボムス）が資産の半分以上（推定48億ドル以上）を寄付[11]。

### 3月
- 3月4日 - 尹錫悦（ユン・ソクヨル）検事総長（英語版）が辞任[12]。

### 4月
- 4月7日 - ソウル特別市と釜山広域市の市長選挙でいずれも最大野党の国民の力の候補が当選した[13]。

### 6月
- 6月4日 - 空軍参謀総長の李成竜（英語版）が、女性兵士が性暴力被害を訴えた後に自殺したことを受けて辞任[14]。
- 6月9日 - 光州広域市東区 (光州広域市)のビルの解体作業中に倒壊し、地上で付近を通過中の走行バスに直撃、9人が死亡[15]。

### 8月
- 8月13日 - 韓国初となる潜水艦発射弾道ミサイル (SLBM)の搭載が可能な潜水艦が就役[16]。

### 9月
- 9月15日 - 世界で7番目となる潜水艦発射弾道ミサイル (SLBM)の発射実験に成功[17]。

### 10月
- 10月21日 - 全羅南道高興郡・羅老宇宙センターで模擬人工衛星を搭載した初の純国産宇宙ロケットの「ヌリ」が打ち上げ、模擬衛星の分離までは成功し、700kmの高度まで達したが、模擬衛星の軌道への投入には失敗[18]。

### 11月
- 11月18日 - KBO・2021年の韓国シリーズ（英語版）でKTウィズが斗山ベアーズを4勝0敗で破って球団創設7年目で初優勝。MVP（英語版）はウィズの朴慶洙（パク・ギョンス）[19]。
- 11月23日 - AFCチャンピオンズリーグ2021 決勝で浦項スティーラースがアル・ヒラル（サウジアラビア）に0-2で敗れて準優勝[20]。

### 12月
- 12月24日 - 政府が朴槿恵の特赦を発表。懲役22年のうちの約4年9ヶ月の収監期間が経過していた[21]。

## 死去
- 1月23日 - ソン・ユジョン（英語版）：モデル、女優（* 1994年）[22]
- 6月7日 - 柳想鐵（ユ・サンチョル）：サッカー大韓民国代表（* 1971年）[23]。
- 10月26日 - 盧泰愚（ノ・テウ）：第13代大統領（* 1932年）[24]。
- 11月23日 - 全斗煥（チョン・ドゥファン）：第11・12代大統領（* 1931年）[25]。